# Субъект (логика)
Субъект (логика) (лат. Subjectum калька, греч. ὑποκείμενον «лежащий в основе») – человек, познающий закономерности объективного мира и на этой основе преобразующий его. Субъект всегда находится в единстве с объектом, т.е. с материальной действительностью. Человечество как коллектив, а также класс выступают субъектом определённых исторических действий. Объект - то, что существует вне человека и независимо от его сознания, внешний мир, действительность; то, на что направлено познание и активная деятельность субъекта.